# Пера-ла-Ноньер
Пера́-ла-Нонье́р (фр. Peyrat-la-Nonière) — коммуна во Франции, находится в регионе Лимузен. Департамент коммуны — Крёз. Входит в состав кантона Шенерай. Округ коммуны — Обюссон.
Код INSEE коммуны — 23151.

## Население
Население коммуны на 2010 год составляло 474 человека.
| 1962 | 1968 | 1975 | 1982 | 1990 | 1999 | 2010 |
| ---- | ---- | ---- | ---- | ---- | ---- | ---- |
| 883  | 786  | 663  | 609  | 506  | 498  | 474  |

## Экономика
В 2010 году среди 252 человек трудоспособного возраста (15—64 лет) 179 были экономически активными, 73 — неактивными (показатель активности — 71,0 %, в 1999 году было 62,5 %). Из 179 активных жителей работали 168 человек (98 мужчин и 70 женщин), безработных было 11 (3 мужчин и 8 женщин). Среди 73 неактивных 16 человек были учениками или студентами, 33 — пенсионерами, 24 были неактивными по другим причинам.